# Das Wirtshaus im Spessart (1923)
Das Wirtshaus im Spessart ist der Titel eines Stummfilms, den Adolf Wenter 1923 nach einem Drehbuch, das Margarete M. Langen nach der gleichnamigen Novelle von Wilhelm Hauff aus dem Jahre 1826 geschrieben hatte, für die Orbis-Film AG München inszenierte. In einer Hauptrolle war die Münchner Volksschauspielerin Elise Aulinger besetzt.

## Handlung
Handwerksbursche Felix kehrt auf seiner Gesellenwanderung eines Tages in einem Wirtshaus im Spessart ein. Die Gegend ist für Raubüberfälle berüchtigt, weshalb der Geselle und seine Freunde beschließen, gar nicht erst ins Bett zu gehen, sondern Wache zu halten. Um nicht einzuschlafen, erzählen sie sich Geschichten. Bald kommen noch eine Gräfin und ein Jäger ins Gasthaus. Während die Adlige auf ihr Zimmer geht, gesellt sich der Jäger zu der Gruppe um Felix. Um Mitternacht erscheinen dann die Räuber, die es aber auf die Gräfin abgesehen haben. Sie wollen von ihrem Gemahl, dem Grafen, Lösegeld erpressen...

## Produktionsnotizen
Die Produktion der Orbis-Film AG (München) wurde von Ewald Daub fotografiert. Das Bühnenbild schuf Otto Voelckers.
Der Film lag am 14. April 1923 der Reichsfilmzensur München vor und durfte unter der Nr. M 01118 passieren. Die Uraufführung fand am 25. Mai 1923 in Berlin-Charlottenburg im Lichtspiel-Palast “Alhambra” statt.
Als Erster verfilmte den Hauff'schen Stoff im Jahr 1923 der Schauspieler und Regisseur Adolf Wenter. Das Manuskript verfasste dazu Margarete Noa, die Schwester des Regisseurs und Szenenbildners Manfred Noa, die als Filmschriftstellerin das Pseudonym „Margarete Maria Langen“ führte.
Als Farb-Tonfilm realisierte 1957 Kurt Hoffmann die Geschichte mit Liselotte Pulver in der Hauptrolle. Sein „Wirtshaus im Spessart“ gehört zu den erfolgreichsten deutschen Filmlustspielen der Nachkriegszeit.
Eine 694 m lange schwarzweiße 16-mm-Archivkopie des Stummfilms existiert im Deutschen Filminstitut und Filmmuseum in Berlin.